# Alfred Blomfield
Alfred Blomfield, (31 août 1833- 5 novembre 1894) est un évêque anglican.

## Biographie
Il est le plus jeune fils de Charles James Blomfield, évêque de Londres et frère de l'architecte Arthur Blomfield, de l'écrivain pour enfants Lucy Elizabeth Bather et de l'amiral Henry John Blomfield. Il fait ses études à Harrow et au Balliol College d'Oxford avant de devenir Fellow au All Souls College d'Oxford, où il obtient son baccalauréat ès arts (BA) en 1855 et son Oxford Master of Arts (MA Oxon) en 1857. À partir de 1857, il est vicaire à Kidderminster puis est ordonné prêtre en 1858 (et vraisemblablement diacre l'année précédente). À Kidderminster, il sert d'abord sous Thomas Legh Claughton en tant que vicaire, avec qui il travaille plus tard en tant que premier évêque de St Albans.
Après cela, il occupe d'autres postes de Vicaire à St Philip's Stepney (1862-65) St Matthew's City Road (1865-71) à Islington et Barking (1871-1882, sous le patronage de son ancien collège) devenant archidiacre d'Essex dans le diocèse de St Albans (1878–1882). Il devient archidiacre de Colchester dans le même diocèse en 1882, un poste qui a été précédemment occupé par son père, et en même temps le premier évêque de Colchester (un évêque suffragant du diocèse de St Albans), pendant douze ans  jusqu'en 1894. Il est ordonné évêque (le jour où il prend le siège de Colchester) par Archibald Tait, archevêque de Cantorbéry, le 24 juin 1882 à la Cathédrale Saint-Alban de St Albans. Il est mort en poste, à Brentwood, Essex laissant une veuve. Son tombeau se trouve dans le transept nord de la cathédrale Saint-Albans. Il obtient un doctorat en théologie honoris causa (DD) à l'université d'Oxford avant sa consécration. Il est un prédicateur à Oxford en 1869.
La National Portrait Gallery détient une photographie Woodburytype de 1883 de Blomfield en tant qu'évêque de Colchester.

## Publications
Il publie un mémoire posthume de son père, en 1863, et un recueil de ses sermons, intitulé Sermons in Town and Country, publié en 1871,,. Alors qu'il est vicaire à St Matthew's City Road, un discours qu'il prononce en 1868 pour célébrer le vingtième anniversaire de la fondation de l'église est également publié. Opposé à l'Exégèse historico-critique de la Bible, il est l'auteur de L'Ancien Testament et de La Nouvelle critique en 1893, un ouvrage de critique biblique réfutant l'érudition du professeur Samuel Rolles Driver,,.
Ses sermons The Manifestation of the Spirit Given to Profit Withal et Christ the Light of the World sont publiés respectivement en 1883 et 1884,.
La lettre de janvier 1872 de Blomfield à John Jackson, évêque de Londres concernant les implications de l'affaire Elphinstone contre Purchas en 1870-1871 sur le ritualisme dans l'église anglicane, est publiée sous le titre Episcopal Patronage and Clerical Liberty. Il y soutient que l'évêque a "pris une position qui doit gravement embarrasser vos relations envers l'ensemble du corps des hauts ecclésiastiques".